# Ángel Gastón Díaz
Ángel Gastón Díaz (Lomas de Zamora, 26 marzo 1981) è un ex calciatore argentino, di ruolo centrocampista.